# Guido Crepax
Guido Crepax, född 15 juli 1933 i Milano, Italien, död där 31 juli 2003, var en italiensk serieskapare. Crepax är mest känd för den erotiska serien Valentina. Filmen Baba Yaga från 1973 baserades på hans arbete och innehöll hans rollfigur Valentina.